# 上六人部村
上六人部村（かみむとべむら）は、京都府天田郡にあった村。現在の福知山市の南東部、土師川の中流域、国道9号の沿線にあたる。

## 地理
- 河川：土師川

## 歴史
小式部内侍によって詠まれた「大江山 いく野の道の 遠ければ まだふみも見ず 天の橋立」の歌枕「生野」の地である。
- 1889年（明治22年）4月1日 - 町村制の施行により、萩原村・生野村・堀越村・上野村・正後寺村・坂室村・三俣村・池田村・岩崎村の区域をもって発足。
- 1955年（昭和30年）4月1日 - 福知山市に編入。同日上六人部村廃止。

## 教育
- 上六人部小学校 - 1946年（昭和21年）、上六人部国民学校を上六人部村立上六人部小学校と改称[1]。（北緯35度15分10.7秒 東経135度12分35.5秒 / 北緯35.252972度 東経135.209861度）

## 交通

### 道路
- 国道9号

## 社寺
- 生野神社 - 創建平安時代中期（927年頃）延喜式内社[2]。中井権次一統の龍の彫刻がある[3]。（北緯35度15分13.2秒 東経135度12分34.7秒 / 北緯35.253667度 東経135.209639度）
- 長川寺（北緯35度15分09.3秒 東経135度12分33.3秒 / 北緯35.252583度 東経135.209250度）

## 行事
- 奴（やっこ）行列 - 江戸時代から続く[4][5]。